# Ліпова-Ґура-Всходня
Ліпова-Ґура-Всходня (пол. Lipowa Góra Wschodnia, нім. Lindenberg) — село в Польщі, у гміні Щитно Щиценського повіту Вармінсько-Мазурського воєводства.
Населення — 377 осіб (2011).
У 1975-1998 роках село належало до Ольштинського воєводства.

## Демографія
Демографічна структура станом на 31 березня 2011 року:
|          | Загалом | Допрацездатний вік | Працездатний вік | Постпрацездатний вік |
| -------- | ------- | ------------------ | ---------------- | -------------------- |
| Чоловіки | 189     | 50                 | 129              | 10                   |
| Жінки    | 188     | 46                 | 123              | 19                   |
| Разом    | 377     | 96                 | 252              | 29                   |